# مارك كوري (لاعب كرة قاعدة)
مارك كوري (بالإنجليزية: Mark Corey)‏ هو لاعب كرة قاعدة أمريكي، ولد في 3 نوفمبر 1955 في نيومكسيكو في الولايات المتحدة.

## وصلات خارجية
- مارك كوري على موقع الدوري الياباني لكرة القاعدة (الإنجليزية)
- مارك كوري على موقعبيزبول رفرنس.كوم (الدوري الرئيسي) (الإنجليزية)
- مارك كوري على موقعبيزبول رفرنس.كوم (الدوري الثانوي) (الإنجليزية)
- مارك كوري على موقع مشجعي الرسوم البيانية (الإنجليزية)